# Paisaje cultural del Grand Pré
El Paisaje cultural de Grand Pré es un parque creado con el fin de conmemorar la historia del asentamiento de Grand Pré, en la región de Nueva Escocia, Canadá. Es el centro de asentamiento de los acadianos de 1682 a 1755 y su deportación, que comenzó en 1755 y continuó hasta 1762. La ciudad original de Grand Pré se extendía por 4 kilómetros y hoy día engloba Wolfville y Hortonville.
Fundada en 1682, Grand-Pré se convirtió rápidamente en la ciudad principal de Acadia. Destruida en 1704, cayó en manos de los británicos en 1713. Grand-Pré fue una víctima de la lucha per el control de América del Norte. El pueblo volvió brevemente a estar bajo control francés después de la batalla de Grand-Pré en 1747. La población fue deportada por los británicos en el otoño de 1755.

## UNESCO
La UNESCO inscribió el Paisaje de Grand Pré como Patrimonio Mundial por "ser un paisaje que testifica el desarrollo de la agricultura familiar usando diques y el sistema de madera aboiteau, que comenzó con los acadianos en el siglo XVII y después se desarrolló y fue mantenido por los granjeros y habitantes de la región hasta el día de hoy".